# کاش‌لی‌جا (توت)
کاش‌لی‌جا {{ترکی|Kaşlıca) 
(به زازاکی: Ernişdere) یک منطقهٔ مسکونی در ترکیه است که در توت، ترکیه واقع شده‌است.